# Croy
Croy je obec na západě Švýcarska v kantonu Vaud. Žije zde 406 obyvatel.

## Geografie

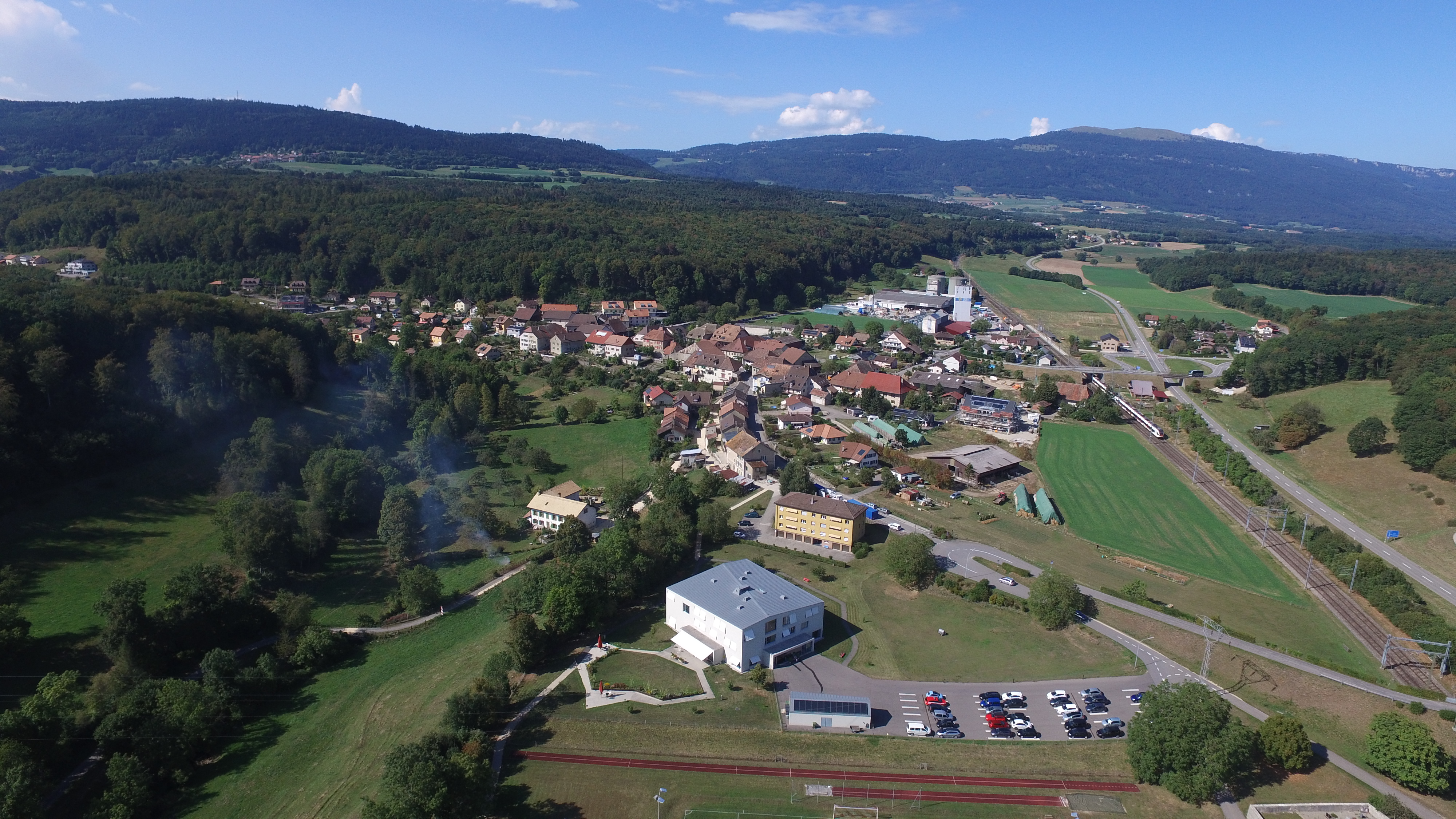
Celkový pohled

Croy leží v nadmořské výšce 642 m, vzdušnou čarou 16 km jihozápadně od okresního města Yverdon-les-Bains. Malebná vesnička se nachází pouhý kilometr od Romainmôtier, který je světoznámý svým klášterem. Kompaktní vesnice se nachází v rozšíření údolí řeky Nozon na úpatí pohoří Jura.
Území obce o rozloze 4,5 km² zahrnuje část na jižním úpatí Jury. Jihozápadní část obce protíná řeka Nozon, která u Croy vytváří přibližně 500 metrů široké údolí. Asi 1 km jižně od obce začíná pod vodopádem Cascade du Dard úzké kaňonovité údolí, které na západě lemují lesní výšiny Gottettes (nejvyšší bod Croy 725 m n. m.) a Bec à l’Aigle (629 m n. m.) a na východě Grand Chaney (656 m n. m.). Na východě zasahuje území obce přes hřeben Chaney na jurskou náhorní plošinu, která se postupně svažuje k rovině Orbe. Malá exkláva území obce leží jižně od obce na zalesněném svahu Jury. V roce 1997 bylo 5 % rozlohy obce pokryto zastavěnou plochou, 48 % lesy a lesními porosty a 47 % zemědělstvím.
K obci Croy patří několik samostatných zemědělských podniků. Sousedními obcemi Croy jsou Romainmôtier-Envy na západě a severozápadě, Bofflens na severovýchodě, Arnex-sur-Orbe na jihovýchodě a La Sarraz na jihu. Exkláva na jihozápadě obce sousedí na západě, severu a východě s Romainmôtier-Envy a na jihu s Moiry a Ferreyres.

## Historie
Obec Croy byla osídlena velmi brzy. V lese Bellaires západně od údolí Nozon byly nalezeny pozůstatky železářských pecí z římské doby a raného středověku. První zmínka o obci pochází z roku 1498, a to již pod současným názvem. Název místa pochází ze starofrancouzského slova croy, což znamená „kříž“.
Od středověku patřilo Croy klášteru Romainmôtier. Po dobytí Vaudu Bernem v roce 1536 se Croy stalo součástí kastelánství a panství Romainmôtier. Po pádu Staré konfederace patřila obec v letech 1798–1803 během helvétského období ke kantonu Léman, který byl poté po vstupu v platnost Ústavy o zprostředkování sloučen s kantonem Vaud. V roce 1798 byla přiřazena k okresu Orbe.

## Obyvatelstvo
Z celkového počtu obyvatel je 94,4 % francouzsky mluvících, 1,9 % portugalsky mluvících a 1,5 % italsky mluvících (údaj z roku 2000). V roce 1850 žilo v Croy celkem 268 obyvatel a v roce 1910 279 obyvatel. Poté se počet obyvatel v průběhu 20. století pohyboval mezi 240 a 270. Teprve v posledních letech je patrný vzestupný trend.

## Hospodářství
Až do 20. století byla obec Croy převážně zemědělskou obcí. Zemědělství a ovocnářství jsou i dnes důležitým zdrojem obživy obyvatel.
Mlýny, pily a železné hamry pohání od 16. století vodní síla řeky Nozon. V 19. století se v lomu Chaney těžil jurský vápenec na výrobu studničních žlabů. Dnes je zde několik pracovních míst v místním drobném podnikání a ve službách. Croy je sídlem velkostatku Grands Moulins de Croy. V Croy se nachází známá restaurace „Le Gaulois“, která nabízí vyhlášenou kuchyni. V posledních desetiletích se obec vyvinula také v rezidenční obec. Mnoho pracujících proto dojíždí za prací především do oblasti Orbe a Yverdon-les-Bains, ale také do Lausanne.

## Doprava

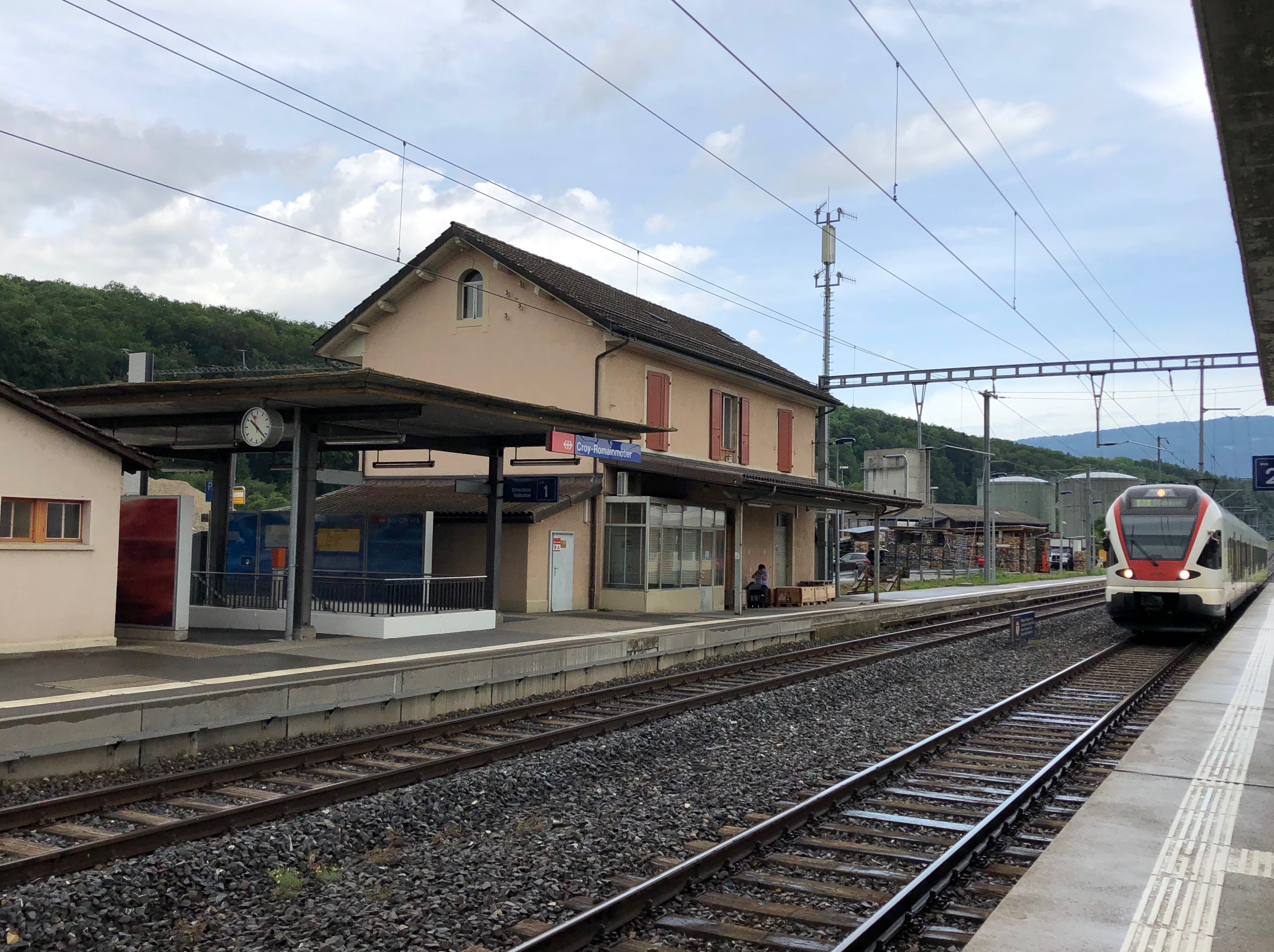
Železniční stanice Croy-Romainmôtier

Obec má dobré dopravní spojení. Leží na křižovatce silnice z Orbe do Romainmôtier a hlavní silnice č. 9 z Lausanne do Vallorbe. Železniční trať Cossonay–Vallorbe byla uvedena do provozu 1. července 1870. Vlaky do Vallorbe nebo Lausanne zastavují každou hodinu na nádraží Croy-Romainmôtier. Postbusové linky do L’Isle, přes Romainmôtier do Vaulionu a do Orbe zajišťují dostupnost dalších obcí veřejnou dopravou.